# قائمة مسلسلات رمضان 2017
قائمة مسلسلات رمضان 2017 هذه قائمة بالمسلسلات التلفزيونية التي عُرضت في شهر رمضان 2017:
| إسم المسلسل              | التقييم | الأبطال                                                               | القصة | التصنيف                          |
| ------------------------ | ------- | --------------------------------------------------------------------- | --- | -------------------------------- |
| شاش × قطن                | 5.1     | * بيومي فؤاد - هشام إسماعيل - محمود الليثي - مصطفى أبو سريع           | شاش × قطن، مسلسل كوميدي مصري، إنتاج عام 2017. تدور الأحداث داخل مستشفى خاص بين فريق العمل من أطباء وممرضين وممرضات ومرضى في إطار كوميدي ساخر | - كوميدي                         |
| خاتون ج2                 | 7.7     | * سلوم حداد - كاريس بشار - سلافة معمار - ورد الخال                    | استكمالًا لأحداث الجزء الأول مع خاتون التي دفعها الحب للتمرد على قيم المجتمع الدمشقي السائدة في ذلك الزمان، مما قادها لخوض مواجهاتٍ كبيرة، بينما تباينت أراء النساء حولها بين من ناصرنها، أو وقفن بوجهها، وأخريات سعين لتوريطها، ثمّ حرضّن عليها، ودفعن باتجاه قتلها. | - دراما                          |
| دموع الأفاعي             | 5.0     | * حسين المنصور - زهرة عرفات - هند البلوشي - محمد العلوي               | في إطار درامي اجتماعي ممزوج بالتراجيديا، تدور أحداث المسلسل حول منيرة التي يتوفى زوجها، وتتهم في قتله ويتم استبعادها من بلدها، وتظل بعيدة عن أولادها، حتى تمر السنوات وتقرر العودة والانتقام ممن كان السبب وراء تلك الفرقة، واسترداد أبناءها من جديد. | - دراما                          |
| طاقة نور                 | 7.9     | * هاني سلامة - حنان مطاوع - إيهاب فهمي - أشرف عبدالغفور               | (ليل عبد السلام) قاتل مأجور يعمل لصالح كبار رجال الأعمال، يتعرض للكثير من الحكايات والمشاكل من بينها مشكلة زوجته التي تكره حياته معه بسبب انشغاله عنها بسبب عمله، وتتورط معه بمشاكله الكثيرة في حياته، ويتحول بعدها إلى شخص مختلف مع الظروف. | - حركة - دراما                   |
| كفر دلهاب                | 8.4     | * يوسف الشريف - محمد رياض - روجينا - أحمد سعيد عبدالغني               | يسافر طبيب إلى كفر ملعون، حيث تجهض النساء ولا يولد أي مولود جديد، مع ظهور العديد من حالات لبس الجن للفتيات والرجال وجميعهم يأكدون أن هناك امرأة تتحدث إليهم، كما أكدت إحدى الفتيات التي تشاهد المراة أنها تريد الانتقام من الكفر بالكامل. | - غموض - رعب - تشويق وإثارة      |
| واحة الغروب              | 6.8     | * خالد النبوي - منة شلبي - سيد رجب - أحمد كمال                        | تدور الأحداث عن قصة ضابط البوليس المصري (محمود عبدالظاهر) الذي يُنقل إلى واحة سيوة؛ بعد أن اتهم بممارسته لبعض الأفكار الثورية لجمال الدين الأفغاني، فيتوجه إلى هناك مصطحبًا معه زوجته الأجنبية (كاثرين) الشغوفة بالآثار المصرية، حيث يبدأن تجربة جديدة يُمزج فيها الماضي بالحاضر | - دراما                          |
| عفاريت عدلي علام         | 5.9     | * عادل إمام - هالة صدقي - غادة عادل - كمال أبو رية                    | تدور أحداث المسلسل حول (عدلي علام) وهو موظف بهيئة دار الكتب، وهو محب للقراءة ومهتم بالثقافة، يعيش مع (حياة) زوجته النكدية، وأخيها (عربي) تحت سقف واحد، تظهر له عفريتة (سلا)، تطلب منه أن يجعلها في حياته مقابل أن تغير له حياته للأفضل، فهل سيوافق على عرضها؟. | - دراما - كوميدي                 |
| الشريمة                  | 0.0     | * محمد بن يوسف - مهيبة نجيب - علي دعدوش - فاتح شعبان                  | تدور أحداث المسلسل في إطار كوميدي، وذلك من خلال منزل عائلي يحلم فيه الأب بعائلة مثالية، ولكنه يصطدم بالواقع ويخوض مع ابنائه العديد من المواقف والمفارقات. | - كوميدي                         |
| أنبياء الله              | 8.1     | * أشرف عبدالغفور - سلوى محمد علي - لقاء سويدان - عهدي صادق            | يتناول المسلسل في أحداثه ومعالجته سيرة الأنبياء بطريقة مبسطة ويخاطب الأطفال والكبار ويقدم رسالة من القرآن ليتعلموا سماحة الدين ووسطية الإسلام. | - رسوم متحركة                    |
| 30 يوم                   | 8.5     | * آسر ياسين - باسل خياط - وليد فواز - نجلاء بدر                       | (طارق حلمي) طبيب نفسي شاب متزوج ويحظى بابنة اسمها (فريدة) على وشك أن تُتم عامها الأول. في عيد مولد فريدة الأول، يَفِد لعيادة طارق مريض يُدعى (توفيق المصري)، يشرح لطارق تجربة يرغب بتنفيذها؛ تتلخص في أنه سيختار شخصًا يدعوه (المُختار) ويقحمه في دوامة من الأزمات المُدمرة للنفس على مدى ثلاثين يومًا. | - دراما                          |
| شبابيك                   | 7.6     | * بسام كوسا - كاريس بشار - سلافة معمار - محمد حداقي                   | تدور الأحداث في إطار درامي في حلقات منفصلة، حيث يصير كلّ شبّاك يشير إلى منزل أو عائلة ستكون هي محور حلقة من العمل المتنوّع بحكاياته، لكنه يركّز على مشاكل الزواج تحديدًا، باختيار مجموعة نماذج من الأزواج، على اختلاف انتماءاتهم وظروفهم. | - دراما                          |
| رمانة                    | 4.8     | * حياة الفهد - أحمد الجسمي - باسم عبدالأمير - هيا الشعيبي             | في جو من الكوميديا والمرح تدور أحداث المسلسل حول (رمانة) السيدة التي أصبحت بين ليلة وضحاها ثرية، فتقرر التمتع بأموالها التي تملكها؛ ونتيجة لذلك تقع في العديد من المشاكل والمفارقات الكوميدية. | - دراما - كوميدي                 |
| إقبال يوم أقبلت          | 7.3     | * هدى حسين - صلاح الملا - هبة الدري - صمود                            | تدور أحداث المسلسل حول أم تعاني من مرض مزمن، حيث يتم تسليط الضوء على المعاناة التي يواجهها المريض في المجتمع هو والأفراد المحيطين به، والطريقة التي يحيا بها حياته. | - دراما                          |
| عصام والمصباح السحري ج 4 | 5.8     | "مصطفى قمر"                                                           | يستكمل (عصام) مغامراته مع الجني الذي خرج له من المصباح، ليؤكد لنفسه أنه اسطورة مثل أخيه، وأنه يستطيع القيام بالعديد من الاشياء، فما المغامرات التي سيقوم بها في هذه المرة؟. | - عائلي - رسوم متحركة            |
| السر                     | 0.0     | * حسين فهمي - وفاء عامر - نضال الشافعي - مايا نصري                    | تدور الأحداث حول محامية لها علاقة برجل أعمال، تكتشف سر خطير بخصوصه، مما يؤدي إلى وقوع العديد من الخلافات بينهما، فيحاول السيطرة والقضاء عليها باستخدام السلطة والنفوذ، فهل سينجح؟. | - دراما - تشويق وإثارة           |
| سماء صغيرة               | 5.2     | * سامر المصري - زهرة الخرجي - علي جمعة - حبيب غلوم                    | تدور الأحداث حول فتاة يدخل والدها السجن بعد ارتكابه جريمة القتل، في السجن يتعرف الوالد على شخص ما يصبح صديق له، وعندما جاءت الابنة لزيارة والدها، وصى هذا الصديق على ابنته، ثم يتوفى الأب، لتصبح الفتاة وحيدة، إلا أن الصديق يهتم بها حتى يقعا في حب بعضهما ويتزوجا. | - دراما                          |
| الدولي                   | 5.4     | * باسم سمرة - رانيا يوسف - أحمد وفيق - أحمد فتحي                      | تدور احداث المسلسل حول حياة سائقي الشاحنات، وعملهم في نقل البضائع، والمواقف التي يتعرضون لها على الطرق، ومنها الوقوف في الكمائن الأمنية، والسفر عبر الحدود، من خلال التعرض لحياة أحد السائقين والذي يشتهر باسم (الدولي). | - دراما                          |
| ذكريات لا تموت           | 6.3     | * صمود - فاطمة الصفي - مرام البلوشي - أمل العوضي                      | تدور أحداث المسلسل حول المواقف الاجتماعية التي تمر بها المرأة قبل وبعد الزواج، من خلال تسليط الضوء على قصص أربعة صديقات يتفرقن بعد زواجهن، لكن القدر يجمعهن بعد ذلك ليتشاركن الذكريات والمواقف التي مروا بها، وخاصة الذكريات الأليمة والقاسية التي مروا بها بعد زواجهن. | - دراما                          |
| الغريب                   | 5.4     | * رشيد عساف - زهير رمضان - رنا شميس - ليلى جبر                        | تدور أحداث المسلسل حول موظف يتهم ظلمًا في قضية يدخل على إثرها السجن، لكنه يقرر الانتقام عندما يخرج، حيث تحاول الاحداث تسليط الضوء على قضايا الفساد والظلم. | - دراما                          |
| اليوم الأسود             | 5.4     | * حسن البلام - إلهام الفضالة - محمود بوشهري - شجون الهاجري            | تدور أحداث المسلسل في إطار اجتماعي درامي حول أميرة التي يهرب زوجها خارج البلاد بعد اختلاس مبالغ كبيرة من الدولة، وتفاجئ بتحملها مسئولية عائلتها وديون زوجها بمفردها، في الوقت ذاته يتعلق شقيقها فيصل بحب داليا ويحاول إثبات صدق مشاعره لها. | - دراما                          |
| عرايس خشب                | 4.6     | * مجدي كامل - سوزان نجم الدين - نهال عنبر - إيهاب فهمي                | تدور الأحداث حول رجل الأعمال (طلعت السخيلي) وزوجته (هبة العسيلي) التي تفكر في الظهور في أحد البرامج التلفزيونية الشهيرة، وتستطيع التوصل إلى مذيعة البرنامج لتطلب منها استضافتها، لكنها تفاجأ باعتراض زوجها على الفكرة خوفًا من فتح ملف قديم خاص بجريمة قتل راح ضحيتها أحد أصدقائه، واتهم هو بها قبل أن تتم تبرئته. تتمكن (هبة) من تنفيذ فكرتها ولكنها تلقي مصرعها أثناء تسجيل البرنامج، ويشعر (طلعت) بالخوف مما قد يتضمنه الشريط الذي سجلته زوجته، وفي الوقت الذي تصر فيه المذيعة على تقديم حلقة خاصة عن الزوجة الراحلة يحاول (طلعت) منعها، حرصًا على إخفاء الماضي. | - دراما - تشويق وإثارة - جريمة   |
| عيلة صالح                | 4.9     | * مدحت صالح - سوسن بدر - مروة عبدالمنعم - فيصل خورشيد                 | تدور أحداث المسلسل حول عائلة صالح، حيث تتعرض العائلة وأفرادها لعدد من المواقف الاجتماعية التي تطرح عدد من المشكلات الموجودة في المجتمع المصري، كل هذا في إطار كوميدي. | - رسوم متحركة                    |
| وين كنتي ج2              | 4.8     | * كارلوس عازار - ريتا حايك - نقولا دانيال - آن ماري سلامة             | تبدأ الأحداث من الحلقة الأخيرة في الجزء الأول، حيث المواجهة التي حدثت بين (نسرين) و(جاد) و(رمزي) و(أمل)، والتي انكشف من خلالها أسرار خطيرة كان يخفيها (رمزي)، كما تتصاعد الأحداث عندما يشتعل فتيل الحب بين (نسرين) و(جاد)، فهل ينكشف أمرهما ويعرف بذلك (رمزي)، وكيف سيكون ردة فعل (سيلا) خطيبة (جاد) | - رومانسي - دراما                |
| سيلفي ج3                 | 5.7     | * ناصر القصبي - عبدالحسين عبدالرضا - حبيب الحبيب - عبد الإله السناني  | يواصل ناصر القصبي في الجزء الثالث تناول قضايا وجوانب اجتماعية من واقع الحياة العربية وبالتحديد الخليجية وإثارة العديد من القضايا الشبابية. | - كوميدي                         |
| وضع أمني                 | 8.1     | * عمرو سعد - ريهام حجاج - صلاح عبدالله - نهال عنبر                    | تدور أحداث المسلسل في إطار درامي حول تجارة الآثار، وعلاقتها بالمافيا، وكل ما يتعلق بعالم هذه التجارة من خلال قصة حسن (عمرو سعد) الموظف بهيئة الآثار، عقب اكتشافه عملية تهريب وتزييف المخطوطات الأثرية. | - دراما - تشويق وإثارة           |
| ظل الرئيس                | 8.1     | * ياسر جلال - علا غانم - هنا شيحة - دينا فؤاد                         | يحيى ضابط حراسات يخرج من الخدمة بإرادته بعد نجاحه في التصدي لمحاولة اغتيال رئيس الجمهورية بنهاية التسعينات، يعمل والده في شركة للمقاولات، ليتحول لرجل أعمال ناجح يمتلك واحدة من أكبر شركات المقاولات في مصر، يتعرض لمحاولة اغتيال غامضة يتوفى فيها ابنه وزوجته، فيبدأ رحلة الانتقام ممن كانوا السبب في وفاتهم، ويجد نفسه متورطاً في مخطط كبير له علاقة بعمله السابق . | - تشويق وإثارة - دراما           |
| غرابيب سود               | 5.0     | * راشد الشمراني - سيد رجب - دينا - محمود بوشهري                       | يروي المسلسل حكايات نساء انتسبن إلى تنظيم داعش تحت دوافع نفسية مختلفة ويرصد رحلة أولئك النسوة إلى عالم بعيد كل البعد عن الإنسانية ويتتبع بطريقة تصاعدية ما يحدث للمنتسبين إذ يفتر حماسهم ما أن يعرفوا حقيقة التنظيم المرّة. | - دراما - حرب                    |
| عشم إبليس                | 7.5     | * عمرو يوسف - دينا الشربيني - دلال عبدالعزيز - أحمد بدير              | (مروان سالم) طبيب تجميل واسع النجاح لكنه ليس على وفاق مع المقربين إليه؛ فوالدته وزوجته، وأصدقائه يخططون لحجب عقود قانونية هامة يحاول مروان الوصول إليها بكل ما أوتي من قوة. ويتعرض لحادث سيارة يُفقده ذاكرته، بينما تحاول والدته مع زوجته وأصدقائه استغلال الموقف لصالحهم، فيضللون مروان ويقصّون عليه أكاذيب | - دراما - غموض                   |
| اللهم إني صايم           | 6.1     | * مصطفى شعبان - ماجدة زكي - ريم مصطفى - وفاء صادق                     | تدور أحداث المسلسل حول (علي) الذي يتعرض للظلم ويتم فصله من عمله، فيتجه لكسب المال بشتى الطرق، ومنها النصب والاحتيال، إلا أن هذا الطريق يزيد من متاعبه والتحديات التي تواجهه، فما الذي سيحدث له؟ | - دراما - كوميدي                 |
| الحرباية                 | 6.2     | * هيفاء وهبي - دينا - خالد كمال - أحمد صيام                           | تدور أحداث المسلسل حول (عسلية) وهى تعيش مع أختها، التي تجبرها على العمل في المنازل كخادمة، تقع (عسلية) في حب شخص، إلا أن جمالها جعل أحد البلطجية يقع في حبها، ثم تتعرض للاغتصاب من أحد الأثرياء الذين تعمل لديهم، فتقوم بقتله، فما الذي سيحدث لها؟ | - دراما                          |
| ورد جوري                 | 6.5     | * نادين الراسي - عمار شلق - جبريال يمين (غبريال يمين) - رودريغ سليمان | تدور أحداث المسلسل حول (جوري) وهي فتاة جميلة ومثقفة تعمل مدرسة لغة عربية، وتعيش قصة حب مع مدرس التاريخ (وليد)، وتسعى لافتتاح محل لبيع الورد، وهى تعيش مع عائلتها متوسطة الحال في أحد الأحياء بلبنان، إلا أن مصيبة كبيرة تقع تقلب أحوال العائلة رأسًا على عقب، فتتفكك الأسرة وينكشف الكثير من الخبايا والأسرار، والتي تعبر عن واقع الحال في لبنان. | - دراما                          |
| هذا المساء               | 8.0     | * إياد نصار - أحمد داود - محمد فراج - حنان مطاوع                      | يرصد المسلسل سلسلة من العلاقات المتشابكة التي تجرى بين طبقات اجتماعية مختلفة، بدء من أكرم الذي يعمل مديرًا تنفيذيًا لواحدة من الشركات الكبرى، وزوجته التي تعاني معه من حالة فتور عاطفي، وسمير الذي يعمل سائقًا لديهما والذي يقاسي هو الآخر صراعاته الخاصة في المنطقة التي يعيش فيها، أو شريكه سوني الذي يتلصص على هواتف السيدات. | - دراما - تشويق وإثارة           |
| جنان نسوان               | 6.1     | * وائل رمضان - ديمة قندلفت - عبير شمس الدين - رواد عليو               | في إطار اجتماعي، تدور أحداث المسلسل حول زوجة تفقد الثقة في زوجها مما يجعل الحب بينهما يتحول إلى دائرة من الشك تعيش فيها، وفي محاولة منها للسكوت حتى لا تدمر بيتها تتحول مشاعرهما إلى كومة من الأكاذيب. | - كوميدي - دراما                 |
| أوركيديا                 | 6.7     | * جمال سليمان - سلوم حداد - عابد فهد - سلافة معمار                    | In this political fantasy series, the ruler of the kingdom of Orchidia, Utba, flees with his sister and mother to the kingdom of Samaara, seeking the protection of king Anmaar from the wrath of king Al-Janaabi, ruler of a third kingdom called Ashuriya. Al-Janaabi has attacked and taken over Orchidia from Utba who plots to raise alliances and execute schemes to win back his kingdom from Al-Janaabi. | - خيال - دراما                   |
| زووو                     | 4.4     | * بشرى - حمادة بركات - لطفي لبيب - عبدالرحمن أبو زهرة                 | تدور احداث المسلسل حول أسرة بسيطة، حيث يتم تناول عدد من الموضوعات التي تهدف إلى تثقيف الأطفال وزرع القيم والأخلاق التي يحتاج إليها المجتمع مثل الانتماء والحفاظ على الهوية الوطنية، وغيرها من القيم. | - رسوم متحركة                    |
| الحلال                   | 4.7     | * سمية الخشاب - بيومي فؤاد - يسرا اللوزي - دينا فؤاد                  | تدور الأحداث داخل الحارة المصرية، وذلك من خلال قصة فتاة فقيرة تحاول التغلب على حياة البؤس والفقر بالعمل مع الدجالين والسحرة والمشعوذين، في الوقت الذي تقرر فيه صديقتها السفر إلى الخليج بحثًا عن المال وتحقيق رغباتها. | - دراما                          |
| قصص الأنبياء في القرآن   | 7.1     | "عابد عناني"                                                          | يتناول المسلسل قصص الأنبياء من خلال القرآن الكريم، وما بها من مواقف وكذلك مولد النبي وحتى وفاته، مرورًا بالرسالة التي بعث بها، وكيف واجه قومه. | - رسوم متحركة                    |
| المدرسة                  | 5.7     | * أسامة المزيعل - فهد البناي - هدى صلاح - هيا الشعيبي                 | تدور أحداث المسلسل حول معلمة موسيقى في أحد المدارس تتعامل مع الطلاب، وكل حلقة تدور حول قيمة أو مفهموم من قيم ومفاهيم الحياة، كالصدق والأمانة وغيرهم. | - دراما                          |
| لأعلى سعر                | 6.8     | * نيللي كريم - زينة - نبيل الحلفاوي - أحمد فهمي                       | تدور أحداث المسلسل الاجتماعي حول قصة زواج يبدو ناجحًا، لكنه يمر بتراكمات طفيفة تحوّله إلى صراع شرس يُخرج معه الشر الكامن داخل النفوس البشرية. | - دراما                          |
| الحصان الأسود            | 7.1     | * أحمد السقا - شيري عادل (شيرين عادل) - صبري فواز - ياسمين صبري       | فارس (أحمد السقا) محامي ماهر يقرر ترك مهنة المحاماة بعد أن تخلت عنه حبيبته السابقة حسناء (ياسمين صبري) وتزوجت من ثري، ولكن مع لجوءها له مرة أخرى بعد اختفاء زوجها يجد نفسه متهما بأمور لم تكن تخطر على باله. | - دراما - تشويق وإثارة           |
| ترجمان الأشواق           | 5.7     | * عباس النوري - غسان مسعود - شكران مرتجى - سلمى المصري                | يروي المسلسل قصة ثلاثة أصدقاء اعتنقوا الفكر اليساري، وتفرقت بهم مسارات الحياة، فاعتنق أحدهم الفكر الصوفي، وحافظ الثاني على مبادئه اليسارية مما جلب عليه المتاعب، وهاجر الثالث خارج سوريا، وبعد نشوب الحرب الأهلية في سوريا، يعود الصديق الثالث للبحث عن ابنته المفقودة. | - دراما                          |
| ريّح المدام               | 7.2     | * أحمد فهمي - أكرم حسني - مي عمر - رجاء الجداوي                       | تدور أحداث المسلسل في حلقات منفصلة متصلة حول سلطان الذي يعمل مخرجًا للإعلانات، وهو دائم الوقوع في المشكلات بسبب علاقاته النسائية، ومع زوجته داليا التي تفقد الذاكرة وتتحول في كل مرة إلى شخصية مختلفة، ولكنه لا يستطيع حل أي من مشكلاته ومشكلات زوجته ويعتمد في حلها على صديقه بهجت والذي يحل كل تلك المشكلات له. | - كوميدي                         |
| أولاد مفيدة ج3           | 4.3     | * وحيدة الدريدي - هشام رستم - نادرة لملوم - ياسين بن قمرة             | يستكمل العمل سرد حياة الأرملة مفيدة حيث يحاول رؤوف إخبار بدر أن أمه كانت على علاقة بالشريف وبيرم يمنعه، ويلتحق بدر للعمل سائق عند رجل أعمال ويحاول الشريف الزواج من مفيدة رغم رفض أبنائها مع توالي الأحداث. | - دراما                          |
| خلصانة بشياكة            | 7.5     | * أحمد مكي - شيكو - هشام ماجد - دينا الشربيني                         | يتحول صراع بين الرجال والنساء لحرب عالمية ثالثة، فيموت كل البشر، ما عدا عدد من الرجال والنساء كانوا موجودين في مصر، بسبب فرق التوقيت، وتستمر الحرب بينهم، لكن ظهور زوجين وهما (الحاج) و(الحاجة)، جعل الحرب تتوقف عندما عقدوا هدنة بين قائد جيش الرجال (سلطان) وقائدة جيش النساء (كارما)، لكن ما الذي سيحدث أثناء هذه الهدنة؟ | - كوميدي                         |
| في ال لا لا لاند         | 7.2     | * سمير غانم - دنيا سمير غانم - حمدي الميرغني - شيماء سيف              | مجموعة من الشباب يسافرون إلى إندونيسيا، لكن تحدث بعض المشكلات التى تؤدى إلى عطل في محركات الطائرة، والتى يضطر قائدها لتغيير مسار الطائرة، والهبوط بهم إضطراريًا في إحدى جزر تايلاند، ويحاولون أن يخرجوا من الجزيرة بأي طريقة، مما يعرضهم للعديد من المشاكل والمواقف الكوميدية. | - كوميدي                         |
| قصر العشاق               | 4.9     | * فاروق الفيشاوي - سهير رمزي - بوسي - عزت العلايلي                    | في إطار تناول القضايا الإنسانية والاجتماعية تدور أحداث المسلسل حيث سجين سياسي (فاروق الفيشاوي)، تضطره الظروف بعد اعتقاله بالتعرف والتعامل مع أحد اللواءات (عزت العلايلي)، الذي يتولى إدراة أحد السجون المصرية | - دراما                          |
| كان في كل زمان           | 6.2     | * سعاد عبدالله - جاسم النبهان - صلاح الملا - سليمان الياسين           | في حلقات منفصلة تدور أحداث المسلسل بمجموعة من الحكايات الموجودة في التراث وعن المجتمع، وترتبط بشكل أو أخر بالقضايا العاملات في المنازل، وأطفال الشوارع، والمورثات الشعبية. | - دراما                          |
| الحالة ج                 | 5.3     | * حورية فرغلي - أحمد زاهر - طارق عبدالعزيز - أشرف زكي                 | تدور أحداث المسلسل حول ضابط شرطة، والذي تقع له مشكلة، يدخل على أثرها في علاقة من نوع خاص مع مديرة إحدى الهيئات الطبية، فما هذه العلاقة، وإلى أين ستنتهي؟ | - تشويق وإثارة - دراما           |
| هربانة منها              | 6.8     | * ياسمين عبدالعزيز - مصطفى خاطر - فادية عبدالغني - إنعام سالوسة       | في إطار درامي كوميدي تدور أحداث المسلسل بحلقات منفصلة بحيث كل حلقة تناقش موضوع مختلف، والتي تتركز حول سيدة تشكل حالة غامضة لأنها تعيش بأكثر من هوية وشخصية. | - كوميدي                         |
| حكم الهوى                | 5.3     | * رجاء قوطرش - حسام تحسين بيك - آلان زغبي - ليلى سمور                 | مجموعة قصصية عن الحب، تتناول كل قصة في ثلاث حلقات، مشكلة قد يواجهها أي حبيبين في المجتمع السوري، قد يحكم على هذه القصص بالنجاح وربما بالفشل في النهاية. إذ يطرح المشاكل التي قد تعترض أي شريكين في طريقهما للزواج، والهدف تسليط الضوء على بعض الآراء الخاطئة في المجتمع حول الحب وحلاله وحرامه. | - دراما - رومانسي                |
| كالوس                    | 5.0     | * زهرة عرفات - يعقوب عبدالله - حسين المهدي - عبير أحمد                | تدور أحداث المسلسل في إطار من الغموض والإثارة حول أم لثلاث شقيقات، تٌقتل في ظروف غامضة وتترك بناتها يتصارعن على الميراث الكبير الذي تركته، فما الذي سيحدث بينهن؟ وإلى ماذا سيؤدي الصراع؟ | - غموض - تشويق وإثارة - دراما    |
| لمعي القط                | 7.0     | * محمد إمام - عمر مصطفى متولي - لقاء الخميسي - تارا عماد              | تدور أحداث المسلسل حول سائق أتوبيس (محمد إمام) في أحد المدارس الخاصة، وأثناء إعادة السائق التلاميذ لمنازلهم بعد إنتهاء اليوم الدراسي، يختطف أحد أولياء الأمور أتوبيس المدرسة ويطلب فدية كبيرة. | - دراما - كوميدي                 |
| أرض جو                   | 5.4     | * غادة عبدالرازق - أحمد فؤاد سليم - عبدالرحمن أبو زهرة - مها أبو عوف  | تدور احداث المسلسل حول مضيفة طيران تقع لها مشكلة، فتقرر الانتقام، إلا أنها تتهم في جريمة اختطاف طائرة، فهل قامت باختطافها كنوع من الانتقام، أم أنها مكيدة مدبرة؟. | - تشويق وإثارة - غموض - دراما    |
| رامز تحت الأرض           | 5.9     | * رامز جلال - نيشان                                                   | تقوم فكرة البرنامج بدعوة الضيف لتصوير برنامج في الصحراء مع نيشان وعقب البرنامج يركب الضيف سيارة ويسير به السائق بسرعة جنونية إلى رمال متحركة وفجأة تغرق السيارة بمن فيها في هذه الرمال وعندما يحاولون الخروج من هذه الرمال يرتدى رامز جلال ملابس سحلية ويظهر إلى الضيف كأنه سحلية حقيقية تريد قتله وعندما يكون رامز بجانب الضيف يظهر نفسه ويكتشف الضيف انه في مقلب | - تشويق وإثارة                   |
| نسيبتي العزيزة ج7        | 0.0     | * منى نور الدين - كمال التواتي - كوثر الباردي - يونس الفارحي          | هذا الجزء الجديد من قصة (نسيبتي العزيزة) هو بمثابة نقلة عامة في حياة الشخصيات حيث أقامت حياة مشروع كبير بمساهمة المنجي بنصيبه من ميراثه وهو تحويل كامل العقار إلى فندق سياحي في المدينة العتيقة ويديره عزوز بمساعدة كل من ببوشة وخميسة وحجيلة. | null                             |
| ممنوع الوقوف             | 4.3     | * خالد أمين - إبراهيم الحساوي - حمد العماني - فاطمة عبدالرحيم         | تدور الأحداث بعد وفاة زوجة أبو راشد، وتوليه مسؤولية أولاده، ولكن إصابة ابنه الأكبر بالانفصام، يحمله فوق طاقته، بالإضافة إلى إتهام ابنه فهد بالقتل والسرقة. | - دراما - رومانسي                |
| .0                       | 5.8     | * كمال التواتي - لطفي العبدلي - ريم بن مسعود - شادلي عرفاوي           | تتواصل أحداث الجزء الثاني في هذا الجزء واستكمالًا لرحلة المغامرة والجرأة على تحمل المهمات الصعبة سواء في أمريكا أو تونس وذلك للذود عن الوطن من الإرهاب الذي استفحل بعد ما يسمى بالثورات العربية ويثبت رشيد وفريقه أنهم قوة دولية يعتمد عليهم في أكبر ملفات الإجرام الدولي. | - جريمة - حركة - كوميدي          |
| بقعة ضوء ج13             | 5.8     | * أيمن رضا - عبدالمنعم عمايري - محمد حداقي - أحمد الأحمد              | في حلقات منفصلة يستكمل المسلسل تسليط الضوء على الأحداث التي تقع في سوريا في إطار كوميدي وبشكل ساخر، حيث يوجه انتقادات لاذعة لسلبيات المجتمع السوري في قالب كوميدي ومن خلال مواقف طريفة تتضافر سويًا، كما يُلقي نظرة على أحداث الأزمة السورية وما يمكن توليده من كوميديا فيها. | - كوميدي                         |
| طماشة ج6                 | 5.6     | * جابر نغموش - أحمد الجسمي - مازن الناطور - رزيقة الطارش              | مسلسل من حلقات منفصلة تتصدى للعديد من القضايا التي تهم الشارع الإماراتي بأطيافه المتعددة ومن جميع نواحي الحياة الاجتماعية والثقافية والتراثية بأسلوب ونكهة كوميدية، كما يناقش القضايا الاجتماعية ويلامس هموم المجتمع بشفافية وموضوعية. | - كوميدي - دراما                 |
| وردة شامية               | 7.1     | * سلوم حداد - سلافة معمار - شكران مرتجى - سعد مينه (سعد مينا)         | تدور الأحداث في إطار من الإثارة والتشويق حول أختين (وردة وشامية) تمران بتجارب قاسة تجعلهما تتجهان إلى ارتكاب العديد من جرائم القتل بالحارة الدمشقية، ضد من حولهما. | - دراما - تشويق وإثارة - جريمة   |
| فولي                     | 6.4     | * محمد هنيدي - هنا الزاهد - أحمد فتحي - بيومي فؤاد                    | تدور احداث المسلسل حول شخصية (فولي) التي تتعرض لعدد من المواقف في إطار كوميدي. | - كوميدي - رسوم متحركة           |
| الهيبة                   | 7.3     | * تيم حسن - نادين نسيب نجيم - منى واصف - أويس مخللاتي                 | (عليا) تعيش مع زوجها وابنهما في بلد أوروبي، وعندما يتوفى الزوج تعود إلى لبنان لدفنه في بلدته الحدودية بين لبنان وسوريا، فتواجه مشكلة أن عائلة زوجها تقرر أخذ الطفل منها، والشرط الوحيد لبقائها بجانبه هى أن تتزوج من شقيق زوجها (جبل)، لكنها تكتشف أن زوجها وعائلته يتاجرون في السلاح وتهريبه وغيره. | - دراما - رومانسي - تشويق وإثارة |
| حياة ثانية               | 7.6     | * هدى حسين - تركي اليوسف - هبة الدري - نور الغندور                    | يحدث خطأ غير مقصود في المطار حيث يأخذ (سلطان) حقيبة الكاتبة (مشاعل) وهي تأخذ حقيبته بسبب التشابه الكبير بين الحقيبتين، وعندما تفتح (مشاعل) الحقيبة تجد مذكرات (سلطان) فتقرأها، وهنا تقرر أن تلتقيه، فيدخل (سلطان) إلى حياة (مشاعل) وعائلتها ليقلب حياتها وأسرتها رأسًا على عقب، فما الذي سيفعله؟. | - دراما                          |
| قناديل العشاق            | 6.4     | * سيرين عبدالنور - محمود نصر - ديمة قندلفت - خالد القيش               | تدور الأحداث في إطار رومانسي حول فتاة يهودية تهرب من الحرب في لبنان إلى الشام وهناك تتعرف على شاب بسيط الحال تتعلق بحبه، في الوقت الذي تعمل فيه ببار حتى تتمكن من إعالة نفسها. | - تاريخي                         |
| عائلة رمضان كريم         | 7.1     | * أشرف عبدالباقي - مها أحمد - حسن حسني - سيد الرومي                   | تدور أحداث المسلسل حول عائلة (رمضان كريم)، حيث يتعرض لعدد من الموضوعات المتعلقة بشهر رمضان، مثل الصيام، والكذب، والرشوة، ومسلسلات رمضان، والدورات الرمضانية، والسحور، والعزومات، وموائد الرحمن، وكل هذا في إطار كوميدي. | - رسوم متحركة - عائلي - كوميدي   |
| سنة أولى زواج            | 5.6     | * يزن السيد - دانة جبر (دانا جبر) - مرح جبر - روعة ياسين              | تدور أحداث المسلسل في إطار كوميدي حول زوجان في مبتدأ حياتهما الزوجية، حيث يتعرضان للعديد من المواقف والمشاكل الكوميدية بسبب كونهما حديثي الزواج ويحاولان التأقلم. | - كوميدي                         |
| الجماعة ج2               | 5.5     | * إياد نصار - صابرين - أحمد عزمي - محمد فهيم                          | استكمالا لأحداث الجزء الأول من مسلسل الجماعة، والذي تناول نشأة جماعة الإخوان على يد حسن البنا، يواصل المسلسل تناول تاريخ جماعة الإخوان المسلمين بعد فترة حسن البنا في ظل حكم الرئيس جمال عبدالناصر، وهى الفترة التي سيطر فيها حسن الهضيبي وسيد قطب عل مقدرات الجماعة. | - تاريخي - دراما                 |
| عائلة حاحا               | 5.8     | * طلعت زكريا - نادية العراقية - بدرية طلبة - أميمة (إيمي) طلعت زكريا  | في إطار كوميدي اجتماعي تدور احداث الميني السيت كوم حول عائلة (حاحا) ورب الأسرة (حاحا) الأب العاطل الذى يدخل في العديد من المشاريع التجارية الفاشلة التى تتسبب في معاناة أسرته المكونة من زوجته (مرتاحة)(بدرية طلبة)، ووالدته (مصباحة)(نادية العراقية)، وابنائه (ساحة) و(سماحة) و(تمساحة). | - كوميدي                         |
| رمضان كريم               | 7.4     | * سيد رجب - محمود الجندي - ريهام عبدالغفور - روبي                     | تدور أحداث العمل بشهر رمضان في إطار الحارة الشعبية، حيث إحدى الفتيات التي تحاول التبرأ من أهلها ومستواها الاجتماعي، فتلجأ إلى الكذب والإدعاء أنها من عائلة ثرية حتى تتعرف على شاب تقع في حبه. | - دراما - كوميدي                 |
| الحساب يجمع              | 6.4     | * يسرا - كريم فهمي - محمود عبدالمغني - إيمان العاصي                   | تدور أحداث العمل في إطار درامي مشوق داخل عالم العاملات بالمنازل حيث تدير سيدة من منطقة شعبية تدعى نعيمة مكتبًا للعاملات والخادمات وطبخ الأطعمة للمناسبات، ومن خلال عملها وعلاقاتها المتشعبة نكتشف الكثير من الأسرار المخبوءة والمشاكل التي لا تنتهي. | - دراما                          |
| طاقة القدر               | 7.6     | * حمادة هلال - يسرا اللوزي - سهر الصايغ - حجاج عبدالعظيم              | تدور أحداث المسلسل حول رحلة صعود شاب للقمة والنجاح بطريق الحلال بدون استخدام أساليب ملتوية أو طرق غير مشروعة وحرام، وبجانب هذه القصة يوجد خط درامي رومانسي، حيث تجمع علاقة عاطفية ما بينه وبين فتاة يحبها. | - دراما                          |
| كاراميل                  | 7.7     | * ماغي بوغصن - ظافر العابدين - كارمن لبس - بيار داغر                  | يتناول المسلسل عددًا من قصص الحب يتخللها أحداث غريبة ومشوقة، والتي تبدأ من مايا التي تعيش مع والدتها، وتتغير حياتها رأسًا على عقب بسبب حبة كاراميل تستطيع بها قراءة الأفكار، وتدخل في قصة مع رجا رجل الأعمال العائد من فرنسا. | - كوميدي                         |
| باب الحارة ج9            | 5.6     | * عباس النوري - صباح الجزائري - ميلاد يوسف - مصطفى الخاني             | ما زال أبو عصام يحمل هم ومشاكل الحارة وأهالها على عاتقه ولا تزال مشاكله مع أبو ظافر على زعامة الحارة، في حين يموت ظافر مقتولًا بخنجر العقيد معتز ويتم إلصاق التهمة به وأخذه إلى السجن ويحكم عليه بالإعدام، ويدخل الثنائي عزمي ونيازي تحت ستار جمعية خيرية ولكن الهدف هو البحث عن الآثار. | - دراما                          |
| أزمة عائلية              | 6.9     | * رشيد عساف - رنا شميس - طارق عبدو - نجاح مختار                       | تدور أحداث المسلسل في إطار كوميدي حول عائلة يقع أفرادها في مواقف بسبب تفكير وثقافة كل منهم، فالأب مثلًا يجد المفاهيم تغيرت وسط صعوبات الحياة الطارئة، والزوجة الغيورة التي لا تريد سوى الهجرة خارج البلاد، والأبناء الذين يطبقون تجاربهم العلمية في المنزل مما يتسبب في الكثير من المشاكل. | - كوميدي - دراما                 |
| الزيبق                   | 7.9     | * كريم عبدالعزيز - شريف منير - ريهام عبدالغفور - طلعت زكريا           | عمر صلاح فني كاميرات مراقبة لدى شركة اللواء جلال، يُجند من قبل المخابرات المصرية عن طريق الضابط خالد صبري من أجل أن يندس في أوروبا للكشف عن خلايا الموساد الموجودة هناك والموجودة في مصر ومعرفة المهام المطلوبة منهم. | - دراما - تشويق وإثارة - حركة    |
| سايكو                    | 5.9     | * أمل عرفة - أيمن رضا - فادي صبيح - ماريو باسيل                       | تدور الأحداث في إطار كوميدي ساخر حول إحدى الفتيات التي تعاني من المجتمع المحيط بها، نظرا لقولها الصدق دائمًا، مهما كلفها الأمر من مشاكل أو عقبات، فيتسبب ذلك في ظلمها كثيرًا. | - كوميدي - تشويق وإثارة          |
| كلبش                     | 8.3     | * أمير كرارة - محمد لطفي - ريم مصطفى - محمود البزاوي                  | سليم الانصاري ضابط ماهر في عمله ولا يتبع أي طرق غير شرعية، ويتعرض دائمًا إلى انتقادات من حوله، ويظنه الكثيرون أنه شخصية شريرة وسيئة، حتى والدته تقف ضده في كثير من الاوقات وترفض عمله ، يقع سليم في مأزق كبير، حيث يتم قتل شاب داخل القسم على يد أمين شرطة ويلفق أمين الشرطة التهمة لسليم بطريقة ماكرة ويُقبض على سليم وبدء محاكمته ثم يهرب ويبدأ رحلة البحث عن براءته | - دراما                          |
| شوق                      | 7.6     | * باسم ياخور - نسرين طافش - سوزان نجم الدين - أحمد الأحمد             | على خلفية الحرب الأهلية السورية، تعاني شوق من ضعف متزايد من الذاكرة، وتقع روز في قبضة الجماعات الإرهابية المتطرفة التي تحولها إلى واحدة من السبايا، ويحاول زوجها وائل البحث عنها بشتى السبل. | - دراما - رومانسي                |
| صوف تحت حرير             | 5.6     | * إلهام الفضالة - خالد أمين - أحمد السلمان - عبدالله الباروني         | في إطار اجتماعي تدور الأحداث حول ليلى التي تعاني الأمرين من معاملة زوجها يعقوب، وعندما يقتل ابن عمها راشد يهرب خارج البلد، ومعه ابنه وبعد سنوات يعود مرة أخرى. | - دراما                          |
| كحل أسود قلب أبيض        | 6.8     | * عبدالمحسن النمر - هبة الدري - بثينة الرئيسي - مرام البلوشي          | تدور أحداث المسلسل في إطار درامي اجتماعي حول منيرة التي تفرض سيطرتها، وسطوتها على أبنائها وزوجاتهم، حتى تفقدهم واحد تلو الأخر، وفي ذات الوقت تتاجر في تهريب الذهب. | - دراما - رومانسي                |
| لا تطفئ الشمس            | 7.9     | * ميرفت أمين - محمد ممدوح - ريهام عبدالغفور - أمينة خليل              | تنتقل عائلة مكونة من أم أرملة، ابنيّن، وثلاث بنات إلى منزل جديد بعد وفاة الأب بمدة لم تتجاوز العام، يستعرض لنا المسلسل العلاقات بينهم وخارج محيطهم، القصص التي يمر بها كلُ منهم، والمواقف التي يواجهونها سويًا. | - دراما                          |
| كلام أصفر                | 6.6     | * إبراهيم الحربي - هيا الشعيبي - عبدالله الطليحي - فؤاد علي           | يناقش المسلسل في إطار الدراما الرومانسية علاقة الأشخاص بعضهم ببعض، وتأثرهم بكلام المحيطين بهم، وخاصة فيما يتعلق بالإشاعات التي تطلق عليهم. | - دراما - كوميدي                 |